# Rudolf Pfaffinger
Rudolf Pfaffinger (* 18. Oktober 1859 in Mattighofen; † 1. Dezember 1905 in Wien) war ein österreichischer Jurist, Montanist und Politiker.

## Leben
Rudolf Pfaffinger wurde als Sohn des Grundbuchführers Michael Pfaffinger und dessen Ehefrau Katharina, geb. Metz, in Mattighofen geboren. Er studierte nach dem Besuch des Stiftsgymnasiums in Kremsmünster Rechtswissenschaften an der Universität Wien und später Montanistik an der Bergakademie in Leoben. Während seines Studiums wurde er 1885 Mitglied der Burschenschaft Germania Leoben. Nach dem Studium ging er in den bergbehördlichen Dienst und war bei den Revierbergämtern in Teplitz, Olmütz und St. Pölten sowie bei der Berghauptmannschaft in Wien tätig. Er wurde Bergkommissär und später Oberbergkommissär. Er trat dem Berg- und Hüttenmännischen Verein bei und wurde Sekretär des Vereins der Montan-, Eisen- und Maschinenindustriellen und des Zentralvereins der Bergwerksbesitzer Österreichs. In Wien wurde er zum Dr. iur. promoviert. Er wurde Hof- und Gerichtsadvokat in Wien. Von 1902 bis 1905 war er für die Deutsche Fortschrittspartei als Vertreter der Handels- und Gewerbekammer Leoben Mitglied des Abgeordnetenhauses des Reichsrats.
Rudolf Pfaffinger war der ältere Bruder der Malerin Michaela Pfaffinger.